# NGC 1535
NGC 1535 is een planetaire nevel in het sterrenbeeld Eridanus. Het hemelobject werd op 1 februari 1785 ontdekt door de Duits-Britse astronoom William Herschel. Dit objekt kreeg de bijnamen Cleopatra's Eye Nebula en Pale Blue Planetary.

## Synoniemen
- GC 826
- H 4.26
- h 2618
- PK 206-40.1
- PN G206.4-40.5
- 2MASX J04141578-1244216
- IRAS 04119-1251
- CS=12.2